# Mind Blowin'
Mind Blowin' es el segundo álbum de Vanilla Ice, fue publicado el 22 de marzo de 1994 de estilo de Rap, funk, g-funk. Es el último álbum con el sello de SBK Records. El álbum no trazó, y recibió críticas desfavorables. Ha recibido ya un cierto grado de estatus de culto en la comunidad hip hop. Las canciones del álbum compuesto por un tercio de las excursiones de Vanilla durante 1992-2010.
Ice siguió con su material Hard to Swallow en 1998, lo que implicó un cambio a los sellos discográficos Republic Records.

## Lista de canciones
Todas las canciones escritas y compuestas por Vanilla Ice and Zero unless otherwise noted.  All songs produced by DJ Zero and Vanilla Ice unless otherwise noted. 
| N.º | Título                | Escritor(es) | Producer(s)                          | Duración |  |
| 1.  | «Live Intro»          |              | DJ Zero, Tha Hit Men and Vanilla Ice | 0:51     |  |
| 2.  | «Fame»                |              | DJ Zero, Tha Hit Men and Vanilla Ice | 4:15     |  |
| 3.  | «Get 'Em Now»         |              |                                      | 0:08     |  |
| 4.  | «The Wrath»           |              |                                      | 4:20     |  |
| 5.  | «Roll 'Em Up»         |              |                                      | 4:30     |  |
| 6.  | «Hit 'Em Hard»        |              |                                      | 3:10     |  |
| 7.  | «Smooth Interlude»    |              |                                      | 0:31     |  |
| 8.  | «Now And Forever»     |              |                                      | 3:40     |  |
| 9.  | «Iceman Party»        | Vanilla Ice  | Tha Hit Men and Vanilla Ice          | 3:34     |  |
| 10. | «Oh My Gosh»          |              |                                      | 3:25     |  |
| 11. | «Minutes Of Power»    | Vanilla Ice  | Tha Hit Men and Vanilla Ice          | 3:50     |  |
| 12. | «I Go Down»           |              |                                      | 3:27     |  |
| 13. | «Bullet On The Chart» |              |                                      | 0:28     |  |
| 14. | «Phunky Rhymes»       |              |                                      | 3:47     |  |
| 15. | «Blowin' My Mind»     |              |                                      | 3:18     |  |
| 16. | «Son Of A Gun»        |              |                                      | 0:07     |  |
| 17. | «Get Loose»           |              |                                      | 3:41     |  |

## Personal
- Vanilla Ice – vocales.

- Datos: Q6863439